# Halfas
Halfas – w tradycji okultystycznej, trzydziesty ósmy duch Goecji. Znany również pod imionami Halphas, Malthus i Malthas. By go przywołać i podporządkować, potrzebna jest jego pieczęć, która według Goecji powinna być zrobiona ze srebra i miedzi zmieszanych w równych proporcjach.
Jest wielkim hrabią, a w Dictionnaire Infernal księciem piekła. Rozporządza 26 legionami duchów. Niektórzy utożsamiają go z Malfasem.
Buduje miasta i wieże obronne oraz wyposaża je w broń i amunicję. Wypowiada wojny i wysyła wojowników na miejsce bitwy.
Wezwany, ukazuje się pod postacią bociana, porozumiewa się doniosłym i ochrypłym głosem.